# Piccadilly (film)
Pour plus de détails, voir Fiche technique et Distribution.
Piccadilly est un film britannique réalisé par Ewald André Dupont, sorti en 1929.
Dans sa version originale de 1929 le film durait 92 minutes, mais Milestone Films a ressorti le film sur les écrans britanniques en 2004, dans une version restaurée de 110 minutes réalisée par le British Film Institute. En 2005, le film est sorti en DVD (The Milestone Collection).

## Synopsis
L'attraction principale du Piccadilly Club est le duo de danseurs formé par Mabel Greenfield et Victor Smiles. Victor s'éprend de Mabel, mais cette dernière repousse ses avances, depuis qu'elle est tombée amoureuse de Valentine Wilmot, le propriétaire du club. Une nuit, alors que Victor et Mabel sont sur scène, un client perturbe le club à cause d'un plat qu'il dit sale. Quand Valentine Wilmot retourne en cuisine pour enquêter sur le bien-fondé de la critique, il voit dans l'arrière-cuisine plusieurs employés en train de regarder Shosho, une des plongeuses, danser sur la table. Cette nuit-là, Valentine Wilmot licencie Victor Smiles et Shosho. Mais la notoriété défaillante du club le forcera vite à reconsidérer le talent de Shosho.

## Fiche technique
- Titre : Piccadilly
- Réalisation : Ewald André Dupont, assisté d'Edmond T. Gréville (non crédité)
- Scénario : Arnold Bennett
- Production : Ewald André Dupont
- Musique : Neil Brand
- Photographie : Werner Brandes
- Directeur artistique : Alfred Junge
- Montage : J.W. McConaughty
- Pays d'origine : Royaume-Uni
- Format : Noir et blanc - Mono
- Genre :
- Durée : 92 min / 110 min (pour la version restaurée)
- Date de sortie : 1929

## Distribution
- Gilda Gray : Mabel Greenfield
- Anna May Wong : Shosho
- Jameson Thomas : Valentine Wilmot

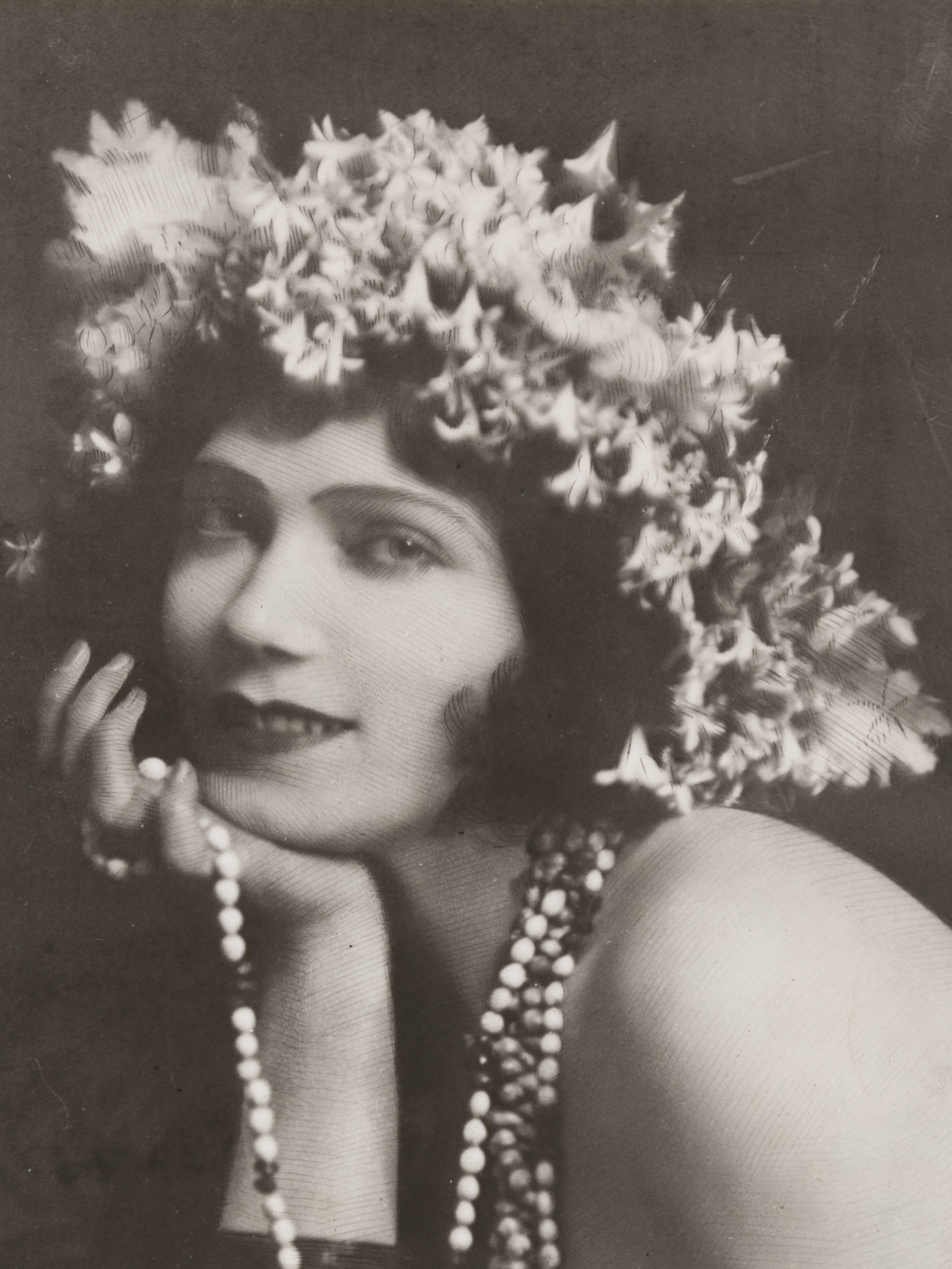
Photographie de Gilda Gray, en 1926, 3 ans avant le film.

- Charles Laughton : Un client qui dîne au Piccadilly Club
- Cyril Ritchard : Victor Smiles (Cyrill Ritchard)
- King Ho-Chang : Jim (King Ho Chang)
- Hannah Jones : Bessie